# Cœur de pirate
Pour les articles homonymes, voir Béatrice Martin (homonymie), Cœur de pirate (album) et CDP.
Béatrice Martin, dite Cœur de pirate (parfois abrégé CDP), est une chanteuse, auteure-compositrice-interprète et pianiste canadienne, née le 22 septembre 1989 à Outremont (maintenant un arrondissement de Montréal).
Son premier album, Cœur de pirate, sort en 2008 au Québec et en 2009 en France, suivi en 2011 de son second album, intitulé Blonde. En 2013, elle enregistre la musique originale de la cinquième saison de la série dramatique canadienne Trauma. L'album éponyme de la bande-son paraît l'année suivante. La même année, elle signe également la bande sonore du jeu vidéo Child of Light. En 2015, elle lance son troisième album, Roses, qui se classe no 5 des ventes en France lors de la première semaine après sa sortie[réf. nécessaire]. En 2018, son quatrième album,  En cas de tempête, ce jardin sera fermé, marque également le dixième anniversaire de sa carrière. En 2021, elle lance un album instrumental, Perséides qui sera suivi, la même année, de son sixième album studio, Impossible à aimer.
Elle est reconnue pour son style musical, et notamment pour ses textes décrivant les hauts et les bas des relations de couple,.
Sa voix de chanteuse singulière et ses multiples tatouages sont quelques-uns de ses traits caractéristiques qui sont les plus associés à sa personnalité artistique[réf. souhaitée].
Elle est reconnue par l'hebdomadaire culturel Montreal Mirror comme la chanteuse francophone d'une toute nouvelle génération de jeunes Québécois.
Elle a également fait partie du groupe Armistice avec le chanteur Jay Malinowski, dont le premier EP homonyme est sorti en 2011.

## Biographie

### Béatrice Martin avant Cœur de pirate
Béatrice  Mireille Martin naît le 22 septembre 1989 à Outremont, sur l'île de Montréal, au Québec (Canada). Elle est la fille aînée de Nicolas Martin, ingénieur en informatique,, et d'Élise Desjardins,, pianiste classique,, chambriste et accompagnatrice. Elle et sa sœur grandissent à Mont-Royal. Elle est la nièce du comédien Alexis Martin.
Béatrice Martin commence l'apprentissage du piano à l'âge de trois ans, initiée par sa mère et poussée par un goût inné pour la musique. Elle commence sa scolarité à l'école primaire privée Mont-Jésus-Marie, fondée par Marie-Rose Durocher. À neuf ans, elle entre au Conservatoire de musique de Montréal, où elle reste jusqu'à l'âge de quatorze ans,. Elle interrompt alors provisoirement son apprentissage du piano pour écrire ses premiers textes. Elle suit ses études secondaires au collège privé Jean-Eudes.
À l'âge de quinze ans, Béatrice Martin devient claviériste du groupe December Strikes First, dans lequel jouait son meilleur ami, Francis, qui allait plus tard devenir le sujet d'un des titres de son premier album[réf. souhaitée]. Elle suit ses études collégiales au collège Jean-de-Brébeuf et passe cinq ans à étudier les arts, les lettres et la communication à Montréal. Elle a également étudié le graphisme et ne considérait pas vivre de la musique.
En 2007, elle commence à écrire des chansons. Elle ne met en ligne qu'une seule chanson sur sa page Myspace, et le groupe Bonjour Brumaire la repère.

### Un premier album,Cœur de pirate
Son premier album est nommé dans la catégorie album francophone de l'année aux prix Juno 2009. Son titre Comme des enfants a atteint la première place du palmarès des albums vendus au Canada dans la semaine du 19 février 2009. C'est la deuxième fois seulement qu'une chanson francophone atteint cette place[réf. nécessaire]. Au départ, elle chante sous son nom Béatrice Martin. Elle envisage de se produire sous le nom anglais "Her Pirate Heart", qu'elle traduit par Cœur de pirate, lorsqu'elle commence à écrire des chansons en français.
En mars 2009, Béatrice Martin publie une chanson en anglais, One for Me, sous le nom de Pearls sur Myspace. Dans une interview, elle décrit le projet comme une blague et déclare qu'elle ne prévoit pas le poursuivre, même si elle n'exclut pas la possibilité de diffuser de la musique en anglais à une date ultérieure.

### La reconnaissance

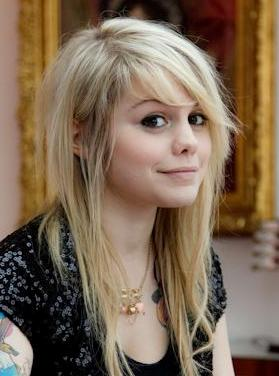
Cœur de pirate en 2009.

En février de la même année, elle attire l'attention des médias américains après la publication par un photographe de Québec, Francis Vachon, d'une vidéo qui utilise la chanson Ensemble de Cœur de pirate et qui montre son fils de neuf mois jouant en accéléré. Grâce à la popularité de la vidéo, celle-ci est présentée lors d'un segment de l'émission Good Morning America. La chanteuse obtient également une critique favorable de la part du blogueur Perez Hilton.

« Nous n'avons pas la moindre idée de ce dont elle peut parler, mais c'est adorable ! »

— Perez Hilton, à propos de Cœur de pirate.
En juin 2009, elle fait une apparition spéciale sur CBC Radio de Q émission de radio. Elle interprète son single Ensemble et une nouvelle chanson, Place de la République.
En novembre 2009, elle remporte le prix Félix de l'ADISQ de Révélation de l'année.
Le 6 mars 2010, elle est récompensée lors des 25es Victoires de la musique pour la chanson originale de l'année, prix décerné par les téléspectateurs français, avec sa chanson Comme des enfants. En octobre, elle remporte le prix Félix de l'ADISQ de l'Artiste s'étant le plus illustré hors Québec.
Cœur de pirate a contribué à une nouvelle chanson, La Reine, à l'édition 2010 de CBC Radio 2 de Great Canadian Song Quest,[pertinence contestée].
En octobre 2012, elle remporte trois prix Félix de l'ADISQ : Album pop de l'année pour l'album Blonde, Interprète féminine de l'année ainsi que le prix de l'Artiste s'étant le plus illustré hors Québec.

### Un retour plus pop, le second album,Blonde
En novembre 2011, la chanteuse sort son second album, Blonde, suivi par une tournée qui débute le 8 décembre au Bataclan. Après une pause de maternité, sa maison de disques Grosse Boîte annonce son retour pour une tournée solo. Elle revient en effet à ses premières amours dans une tournée exclusivement piano-voix.

### De nouveaux projets pour 2014
En janvier 2014 sort l'album Trauma, sur lequel elle reprend des standards de la musique en anglais, notamment Ain't No Sunshine et You Know I'm No Good. Les chansons présentes sur cet album forment la bande originale de la 5e saison de la série canadienne Trauma.
Elle compose la bande-son du jeu vidéo d'Ubisoft Child of Light disponible en 2014, uniquement en téléchargement.
Fin avril 2014, sa reprise de Mistral gagnant sort en single comme promo de l'album-hommage collectif La Bande à Renaud, dont les deux volumes sortent respectivement le 9 juin 2014 et le 27 octobre 2014.

### Un troisième album,Roses
Le 5 avril 2015, Cœur de pirate dévoile un nouveau titre qui sort en deux langues : Carry On et Oublie-moi. C'est le premier extrait du nouvel album Roses qui sort le 28 août 2015. La tournée commence le 15 septembre 2015.
Le 6 juillet 2015, elle publie sur Youtube une version acoustique et intimiste de Oceans Brawl, un titre en anglais qui sera la piste d'ouverture de ce nouvel album.
Le 17 août 2015, le single Crier tout bas apparaît sur iTunes et sur YouTube comme deuxième single de l'album. L'album est aussi nommé sur la longue liste du prix Polaris en 2016.

### Un quatrième album,En cas de tempête, ce jardin sera fermé
Cœur de pirate présente le 19 janvier 2018 le titre Prémonition, le premier extrait de l'album En cas de tempête, ce jardin sera fermé qui sort le 1er juin 2018. Le titre de cet album est tiré d'un écriteau que l'on trouve dans les squares de la ville de Paris et qui a apaisé la chanteuse lors d'une crise de panique en 2011.
L'album compte dix titres, notamment Somnambule, une ballade mélancolique dont une version live à l'église Saint-Jean-Baptiste de Montréal est publiée sur YouTube le 13 avril 2018, Dans la nuit, en collaboration avec le rappeur québécois Loud, dont le clip est disponible sur YouTube depuis le 11 mai 2018, ou Combustible, dont le clip est présenté le 18 septembre 2018.
La sortie de l'album précède une importante tournée européenne (elle se produit notamment à l'Olympia le 9 octobre 2018 et à la salle Pleyel le 30 mars 2019) et nord-américaine (comme à l'Irving Plaza de New York le 30 novembre 2018, à Los Angeles le 26 février 2019, à San Francisco le 27 mars 2019 ou à l'El Plaza Condesa de Mexico le 18 mai 2019).
C'est lors du mémorable concert de la salle Pleyel qu'elle collabore pour la première fois avec le quatuor ESCA, qui apporte une nouvelle dimension à l'émotion de son répertoire, et que naît l'idée d'une tournée dans une configuration nouvelle, qu'elle a éprouvée avec son succès durant son concert aux Francofolies de la Rochelle le 12 juillet 2019, plus intimiste, accompagnée seulement du dit quatuor et de son guitariste Renaud Bastien. Cette tournée débutera en janvier 2020.
C'est également à l'occasion de cet album et de ses 10 ans de carrière qu'elle se produit pour la première fois à la prestigieuse Salle Wilfrid-Pelletier de Montréal, le 14 juin 2019, en compagnie de ses invités Milk & Bone, Safia Nolin, Loud, et Alexandra Stréliski (au piano pour l'interprétation de « Mistral gagnant ») lors des Francos de Montréal.
En 2019, elle remporte les prix d'album pop de l'année pour En cas de tempête, ce jardin sera fermé et d'interprète féminine de l'année au gala de l'ADISQ 2019.
En 2020, elle annonce sur Instagram sa tournée acoustique, qui débute le 19 mars à Québec et se termine le 21 mai à Montréal.

### PerséidesetImpossible à aimer
À l'automne 2020, Béatrice Martin est diagnostiquée avec un polype hémorragique des cordes vocales. Elle subit une opération en mars 2021. Le mutisme temporaire imposé par la convalescence la pousse à se consacrer à la composition d'un album instrumental. Lancé le 30 avril 2021, Perséides aura été composé et enregistré en trois semaines. Il s'agit du premier album instrumental de l'artiste depuis la trame sonore du jeu Child of Light.
Béatrice Martin dit avoir été inspirée par les souvenirs de ses vacances dans la campagne du Québec durant son enfance et son adolescence. En conséquence, le titre de chacune des dix pistes de l'album renvoie à un village du Québec, notamment la municipalité des Éboulements, dans Charlevoix, ou de Frelighsburg, dans les Cantons-de-l'Est.
L'album est nommé dans la catégorie de meilleur album instrumental lors de la cérémonie des prix Juno 2022.
En octobre 2021, l'artiste lance un tout nouvel album intitulé Impossible à aimer. Le travail sur cet album, qui avait débuté avant la composition de Perséides, avait dû être interrompu par ses soucis de santé. Entièrement francophone, ce sixième album a été un projet dans lequel elle dit s'être complètement laissé aller. L'album compte notamment une collaboration avec la pianiste Alexandra Stréliski sur la chanson « Tu ne seras jamais là ».
Impossible à aimer remporte le prix Juno du meilleur album francophone 2022,.

## Autres projets

### Publicité
En 2009, Béatrice Martin collabore avec le rappeur Jason D. Harrow (Kardinal Offishall) ainsi qu'avec le chanteur et guitariste du groupe Bedouin Soundclash, Jay Malinowski, pour l'écriture et l'interprétation de la chanson Ouvre du bonheur, version française d'Open Happiness (en), qui sera diffusée par Coca-Cola, commanditaire majeur des Jeux olympiques d'hiver de 2010 à Vancouver, lors du relais de la flamme olympique de la cérémonie d'ouverture, au pavillon de la marque à David Lam Park et dans le cadre d'une campagne publicitaire pan-canadienne.

### Mode
Le 2 juillet 2012, Loulou magazine annonce la collaboration de Béatrice Martin avec la marque québécoise Uranium pour la création de quelques bijoux et vêtements,. La collection n'est lancée qu'au début du mois de mai 2013 dans le cadre de l'opération « Cœur de pirate x Uranium, ensemble pour la fondation de l'hôpital CHU Sainte-Justine ».
En 2013, elle collabore avec la marque de commerce française 3 Suisses et crée une collection capsule d’une trentaine de pièces.
En 2015, elle pose pour la marque de lunettes solaires Fendi.
Le 15 juin 2015, elle collabore avec Yves Saint Laurent Beauté.

### Musique
Béatrice Martin a notamment co-écrit la chanson Jet Lag chantée par Simple Plan avec Marie-Mai. Elle a enregistré une version démo, légèrement plus longue que la version finale avec Marie-Mai[réf. nécessaire].
En 2010, elle fait un duo avec Omnikrom : Dans tes rêves. La même année, elle participe à la campagne de publicité pour les jeux Pokémon Or HeartGold et Argent SoulSilver, en présentant son Pokémon préféré : Noctali.
Depuis le 5 janvier 2011, elle fait partie du groupe Armistice, qu'elle fonde avec Jay Malinowski avec qui elle était en couple. Ils s'étaient tous deux rencontrés aux JO de Vancouver à l'enregistrement de la chanson Ouvre du bonheur. Leur première chanson, disponible sur leur MySpace, s'intitule Mission Bells. Le clip, réalisé par Michael Maxxis, fut présenté le 4 février 2011. Leur premier EP homonyme Armistice est sorti le 14 février 2011 en France, et le 15 février, au Canada. Malgré la séparation de leur couple, ils continuent néanmoins leur collaboration autour du projet Armistice.
Le 18 janvier 2012, elle enregistre avec le groupe Revolver à Taratata une reprise des Bee Gees.
Elle collabore également avec la chanteuse canadienne Lights sur la chanson Peace Sign de l'album Siberia Acoustic de cette dernière.
En 2014, sa chanson Comme des enfants (de l'album Cœur de pirate) est reprise et modifiée dans les publicités pour Disneyland Paris. La même année, elle compose la musique du jeu vidéo Child of Light, un RPG en 2D à l'univers poétique développé à Montréal par les studios Ubisoft.
En 2021, elle rachète le label Dare to Care Records à Eli Bissonnette,, dans le prolongement du mouvement #MeToo. Eli Bissonnette est accusé d'avoir protégé Bernard Adamus, lui-même accusé d'inconduite sexuelle,,, ce qu'il reconnaîtra. À la suite de cet épisode, Eli Bissonnette démissionne de son poste de directeur, et commence les négociations avec Béatrice Martin.
En mars 2025, elle annonce un 7e album et par le fait même, une tournée internationale.

### Télévision
En 2017, Cœur de pirate participe en tant que membre du jury à la treizième saison du télé-crochet Nouvelle Star.
En 2020, elle participe en tant que coach à La Voix, version québécoise de The Voice.
En 2020, sa chanson Comme des enfants a fait partie de la trame sonore de l'adaptation télévisuelle du livre La vie compliquée de Léa Olivier.
En 2023, elle est au cœur de la série Les 12 travaux de Béatrice où elle rénove son chalet avec son amoureux.
En 2024, elle participe avec le danseur professionnel Nicolas Archambault à la saison 13 de Danse avec les stars sur TF1. Ils sont éliminés du concours le 15 mars 2024.

### Livre
À l'été 2022, la chanteuse a annoncé sortir son premier livre jeunesse nommé Clou: on est tous différents! Ce livre est basé sur la confiance en soi et l'affirmation de la personnalité dès un jeune âge. Elle sortira également une chanson reliée à l'histoire du livre, qui est un sujet très important pour elle.

## Vie privée
Avant d'amorcer sa carrière en tant que Cœur de pirate, Béatrice Martin a posé nue dans une série de photos publiée sur le site érotique godgirls.com. Après avoir signé son premier contrat de disque en avril 2008, elle rachète les photos à godgirls.com, qui disparaissent du site. La republication des images sur différents sites la force à multiplier les démarches pour les faire retirer. Après la publication d'une série d'articles le 29 juillet 2009 par Le Soleil à propos des photos, qui étaient jusqu'alors peu connues du public, Cœur de pirate confie à La Presse qu'elle a décidé de poser nue dans une période pendant laquelle son niveau de confiance était bas et dit craindre « [...] que ça change la perception que les gens ont de ma musique », une crainte qu'elle reconnaît s'avérer infondée lors de son passage à l'émission Tout le monde en parle de Radio-Canada en novembre 2009.
Selon Le Soleil, la présence de commentaires datant de février 2007 sur le site original des photos et l'absence de tatouages qu'elle avait l'été de ses 17 ans laissent croire qu'elle aurait été photographiée alors qu'elle était mineure.

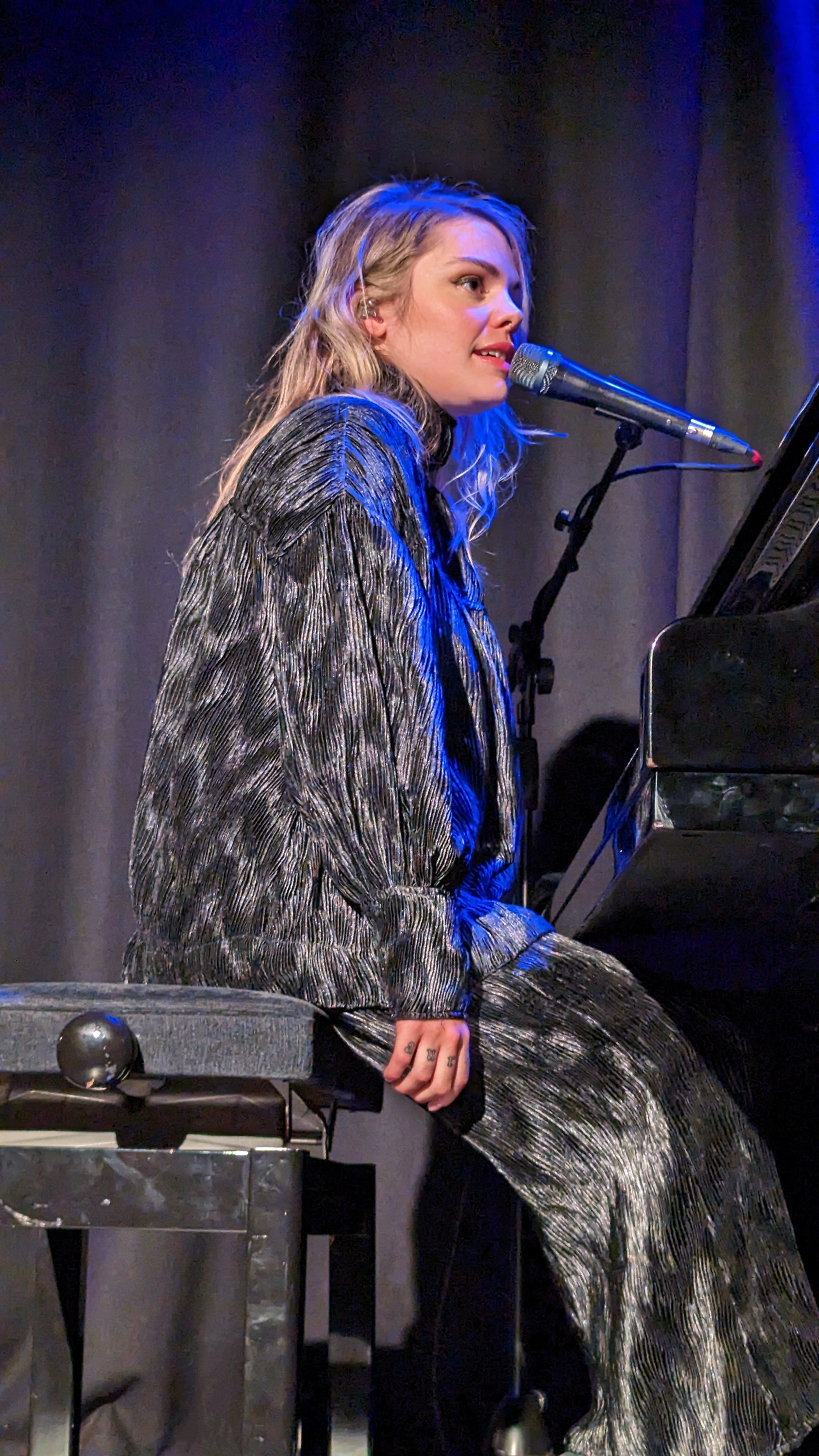
Cœur de pirate en concert à Londres en décembre 2022.

Elle a posé avec son compagnon, le guitariste du groupe parisien Naive New Beaters, Fabrice Riballier, alias Martin LBBK, pour une campagne de publicité de la marque The Kooples, qui met en scène des couples de la vie réelle.
Le 29 février 2012, elle annonce sur Twitter et Facebook qu'elle attend une fille avec son fiancé, Alex Peyrat, tatoueur français, qu’elle épouse le 26 juillet de la même année ; leur fille, Romy, est née le 4 septembre 2012.
Dans un texte publié sur le site Noisey de Vice le 16 juin 2016, la chanteuse annonce qu'elle est queer. Elle explique qu'elle a décidé de faire son coming out à la suite des attentats d'Orlando. Plus tard, quelques jours après avoir partagé un baiser sur scène avec Laura Jane Grace, la chanteuse du groupe punk rock Against Me!, qui est transgenre, elle annonce le 5 juillet 2016 que les deux femmes sont en couple. On apprend également sa séparation avec le père de sa fille, Alex Peyrat. L'histoire d'amour entre elles ne dure que peu de temps puisque Cœur de pirate annonce leur rupture sur Twitter le 24 août 2016, ajoutant ne plus jamais vouloir entendre parler de cette personne.
Elle se remarie finalement avec Alex Peyrat en mars 2017, lors d'une cérémonie célébrée à Montréal,. Le couple ne restera pas longtemps ensemble. Dans une entrevue avec Nathalie Petrowski du 31 juillet 2017, la chanteuse révèle qu'ils sont à nouveau séparés. Elle y dit regretter sa trop grande exposition médiatique, à laquelle elle avoue avoir contribué par ses publications sur les médias sociaux.
En juin 2018, en parallèle de la sortie de son nouvel album et dans la lignée du mouvement #MeToo, elle évoque le fait qu'elle a été victime de violences sexuelles.
En 2021, Béatrice Martin (Coeur de Pirate) finalise le rachat de la compagnie Dare To Care qui, par la suite, a été rebaptisé Bravo Musique.
Le 17 août 2021, elle annonce attendre un deuxième enfant avec son compagnon, Marc Flynn. Elle annonce en novembre qu'elle reporte des spectacles pour cette raison.
Le 16 janvier 2022, l'artiste annonce la naissance de son deuxième enfant sur son compte Instagram, un petit garçon du nom de Arlo,.

## Discographie
- 2008 : Cœur de pirate
- 2011 : Blonde
- 2014 : Trauma (bande originale de la série Trauma)
- 2014 : Child of Light (bande originale du jeu vidéo Child of Light)
- 2015 : Roses
- 2016 : Les Souliers rouges (conte musical, avec Marc Lavoine et Arthur H)[80]
- 2018 : En cas de tempête, ce jardin sera fermé
- 2021 : Perséides (album instrumental)
- 2021 : Impossible à aimer
- 2025 : Cavale

## Filmographie
Sauf indication contraire, les informations mentionnées dans cette section peuvent être confirmées par la base de données cinématographiques IMDb,  présente dans la section « Liens externes ».

### Actrice

#### Télévision
- 2008 : X femmes (série télévisée), saison 1, épisode Le Bijou indiscret d'Arielle Dombasle
- 2014 : Les Appendices (série télévisée), épisode 73

#### Doublage
- 2011 : Les Schtroumpfs : la Schtroumpfette (voix francophone européenne)
- 2011 : Les Schtroumpfs : Le Conte de Noël : La Schtroumpfette

### Compositrice
- 2011 : La Fille sans Coeur (court métrage) de Rachel Powell
- 2014 : Child of Light (jeu vidéo)
- 2014 : Trauma (série télévisée), saison 5

## Émissions télévisées
- 2017 : Nouvelle Star (saison 13) sur M6 (France) : juge
- 2020 : La Voix sur TVA (Canada) : coach
- 2024 : Les 12 Travaux de Béatrice sur CASA : animatrice
- 2024 : Super Francofête sur France 3 : animatrice avec Mentissa et Roch Voisine
- 2024 : Danse avec les stars (saison 13) sur TF1 : candidate avec Nicolas Archambault comme partenaire

## Distinctions

### Récompenses
- 2009 : prix Félix de « Révélation de l'année »
- 2009 : GAMIQ : « Révélation de l’année »
- 2010 : Victoire de la musique de « La chanson originale de l'année » pour Comme des enfants
- 2010 : prix Félix de « L'artiste Québécois s'étant le plus illustré hors-Québec »
- 2012 : Grand prix Grafika de pochette CD/DVD original (pour la version deluxe)[81]
- 2012 : SiriusXM Indies Awards : « Artiste, groupe ou duo francophone de l'année »
- 2012 : prix Félix de l' « Interprète féminine de l'année »
- 2012 : prix Félix de l' « Album de l'année - Pop » pour Blonde
- 2012 : prix Félix de l' « Artiste québécois s'étant le plus illustré hors-Québec »
- 2016 : Gala de l’ADISQ : prix de l’ « Album Anglophone de l’année » pour Roses
- 2019 : Gala de la SOCAN : prix de l' « Auteure-compositrice de l’année »[82]
- 2019 : prix Félix de l' « Interprète féminine de l'année »
- 2019 : prix Félix de l' « Album de l'année - Pop » pour En cas de tempête, ce jardin sera fermé.

### Nominations
- 2009 : prix Félix : « Interprète féminine » (remporté par Ginette Reno)
- 2009 : prix Félix : « Album populaire » pour Cœur de pirate (remporté par Ginette Reno)
- 2009 : prix Félix : « Révélation de l'année »
- 2009 : GAMIQ : « Artiste de l’année »
- 2009 : GAMIQ : « Carrière internationale de l’année »
- 2009 : GAMIQ : « Révélation de l’année »
- 2009 : GAMIQ : « Album Chanson de l’année » (pour Cœur de pirate)
- 2009 : Juno Canada’s Music Awards : « Album Francophone de l’année » (pour Cœur de pirate)
- 2010 : NRJ Music Awards : « Chanson française de l'année » (remporté par Mozart, l'opéra rock) pour Comme des enfants
- 2010 : NRJ Music Awards : « Révélation francophone de l'année » (remporté par Florent Mothe)
- 2010 : Victoires de la musique : « Révélation française de l'année » (remporté par Pony Pony Run Run)
- 2010 : Victoires de la musique : « Chanson originale de l'année » pour Comme des enfants
- 2010 : Prix Félix : « Interprète féminine » (remporté par Marie-Mai)
- 2010 : prix Félix : « Concert de l'année Auteur - Compositeur - Interprète» (remporté par Yann Perreau)
- 2010 : prix Félix : « Vidéoclip de l'année avec Pour un infidèle » (remporté par Mara Tremblay avec Le printemps des amants)
- 2010 : prix Félix (L'Autre Gala) : « Artiste québécois s'étant le plus illustré hors-Québec »
- 2011 : NRJ Music Awards : « Artiste féminine francophone de l'année » (pré-nomination & nomination)
- 2011 : NRJ Music Awards : « Groupe / duo / troupe francophone de l'année » (pour son duo avec Julien Doré intitulé Pour un infidèle) (pré-nomination & nomination)
- 2011 : Victoires de la musique : « Artiste féminine de l'année »
- 2011 : prix Félix : « Artiste québécois de l'année s'étant le plus illustré hors Québec »
- 2011 : prix Félix : « Interprète féminine de l'année »
- 2012 : Juno Canada’s Music Awards : « Album Francophone de l’année » (pour Blonde)
- 2012 : Victoires de la musique : « Album de l'année » (avec Blonde) (remporté par Hubert-Félix Thiéfaine)
- 2012 : SiriusXM Indies Awards : « Artiste solo de l'année »
- 2012 : SiriusXM Indies Awards : « Vidéo de l'année » (pour Adieu)
- 2012 : SiriusXM Indies Awards : « Artiste, groupe ou duo francophone de l'année »
- 2012 : prix Félix : « Album de l'année - Pop »
- 2012 : prix Félix : « Chanson populaire de l'année » (pour Adieu)
- 2012 : prix Félix : « Interprète féminine de l'année »
- 2012 : prix Félix : « Album de l'année - Meilleur vendeur »
- 2012 : prix Félix : « Artiste québécois de l'année s'étant le plus illustré hors Québec »
- 2012 : prix Félix : « Vidéoclip de l'année » (pour Golden Baby)
- 2012 : prix Félix : « Réalisateur de disque de l'année » (en tant que productrice, avec Howard Bilerman)
- 2013 : prix Félix : « Artiste québécois de l’année s’étant le plus illustré hors Québec »
- 2013 : Prix Félix : « Chanson populaire de l’année »
- 2014 : prix Félix : « Album de l’année – Bande sonore originale » (pour Child of Light)
- 2014 : prix Félix : « Album de l’année – Réinterprétation » (pour Trauma-Chansons de la série télé)
- 2014 : prix Félix : « Interprète féminine de l’année »
- 2015 : Prix Félix : « Artiste québécois s’étant le plus illustré hors Québec »
- 2015 : prix Félix : « Chanson de l’année » (pour Oublie-moi (Carry On))
- 2015 : NRJ Music Awards : « Artiste Féminine Française de l’Année »
- 2015 : Juno Canada’s Music Awards : « Album adulte-contemporain de l’année » (Pour Trauma)
- 2016 : Juno Canada’s Music Awards : « Fan Choice Award »
- 2016 : Juno Canada’s Music Awards : « Auteure-compositrice de l’année »
- 2019 : Juno Canada’s Music Awards : « Album francophone de l'année » pour En cas de tempête, ce jardin sera fermé
- 2019 : prix Félix : « Chanson de l'année » (pour Dans la nuit (feat. Loud)).
- 2023 : prix Félix : « Chanson de l’année » (pour Crépuscule)[83]